# Wahl zum Repräsentantenhaus in Trinidad und Tobago 2015
Die Wahl zum Repräsentantenhaus in Trinidad und Tobago 2015 („general election“) fand am 7. September 2015 statt. Es war die 13. Wahl seit Erlangung der Unabhängigkeit von Großbritannien 1962 und die 21. Wahl in Trinidad und Tobago überhaupt. Sieger der Wahl war das People’s National Movement (PNM).

## Wahlsystem
Trinidad und Tobago hat nach Vorbild der ehemaligen Kolonialmacht Großbritannien ein Zweikammersystem. Während die 31 Mitglieder des Oberhauses, des Senats, vom Präsidenten ernannt werden, werden die 41 Mitglieder des Repräsentantenhauses alle fünf Jahre in freier und allgemeiner Wahl gewählt. Jedes Mitglied repräsentiert dabei einen Wahlkreis, den es gewinnen muss. Es gilt das Prinzip der Mehrheitswahl: Die Stimmen der in einem Wahlkreis unterlegenen Kandidaten verfallen. Dieses Wahlsystem ist in vielen ehemaligen britischen Kolonien sowie in Großbritannien selbst üblich und führt in der Regel zur Ausbildung eines Systems mit zwei oder drei landesweit dominierenden Parteien. Die Parteien können frei festlegen, welcher Kandidat in welchem Wahlkreis antritt.

## Ausgangssituation

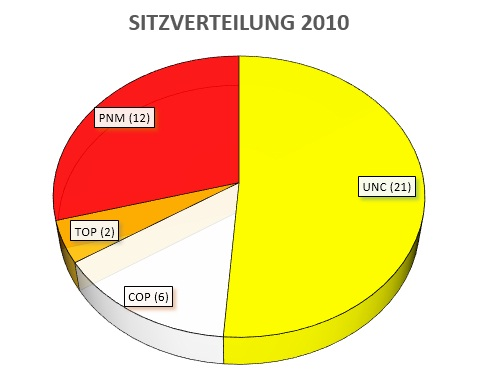

Als Ergebnis der General Election vom 24. Mai 2010 wurde die Regierung von der People’s Partnership gebildet, einer Koalition der Parteien United National Congress, Congress of the People, Tobago Organisation of the People und National Joint Action Committee.
1.099.245 Trinidadier waren im September 2015 zur Wahl zugelassen; ihnen standen 1547 Wahllokale zur Verfügung. Der Wahltermin wurde von Premierministerin Kamla Persad-Bissessar am 12. Juni 2015 festgelegt.
Eine in den Medien viel beachtete Parteineugründung erfolgte im Juli 2013. Da der UNC-Politiker Austin Jack Warner von seiner Partei nicht für eine Nachwahl im Wahlkreis Chaguanas-West aufgestellt wurde, trat er aus dem UNC aus und gründete eine eigene Partei, die Independent Liberal Party (ILP), für die er bei der Nachwahl antrat und den Wahlkreis gewann. Die Nachwahl war nötig geworden, da Warner auf Druck des UNC seine Ämter als Minister für Infrastruktur und Verkehr sowie als Vorsitzender des UNC niederlegen musste und in der Folge auch sein Wahlkreismandat Chaguanas-West niederlegte. Der UNC legte sich im Vorfeld der Wahl auf eine Erneuerung der People’s-Partnership-Koalition fest und trat deshalb nicht in allen Wahlkreisen an.
Umfragen zufolge lief die Wahl im Vorfeld auf ein Kopf-an-Kopf-Rennen zwischen der People’s-Partnership-Koalition und dem People’s National Movement heraus. Besonderes Interesse galt deshalb den Wahlkreisen La Horquetta/Talparo, Moruga/Tableland, San Fernando West, Toco/Sangre Grande und Tunapuna, für die ein knappes Ergebnis vorhergesagt wurde.

## Parteien und Kandidaten
Im Jahr 2015 gab es in Trinidad und Tobago 55 zur Wahl zugelassene Parteien. Folgende 17 Parteien stellten in mindestens einem Wahlkreis einen Kandidaten auf:
| Partei                                                                        | Anzahl Kandidaten |
| ----------------------------------------------------------------------------- | ----------------- |
| Congress of the People (COP)                                                  | 8                 |
| Democratic Development Party (DDP)                                            | 1                 |
| Independent Democratic Party (IDP)                                            | 1                 |
| Independent Liberal Party (ILP)                                               | 26                |
| Laventille Outreach for Vertical Enrichment (LOVE)                            | 3                 |
| National Coalition for Transportation (NCT)                                   | 1                 |
| National Joint Action Committee (NJAC)                                        | 3                 |
| New National Vision (NNV)                                                     | 3                 |
| People’s National Movement (PNM)                                              | 41                |
| Tobago Forwards (TF)                                                          | 2                 |
| Trinidad Humanity Campaign (THC)                                              | 3                 |
| The New Voice                                                                 | 1                 |
| Tobago Organisation of the People (TOP)                                       | 2                 |
| Tobago Platform of Truth (TPT)                                                | 2                 |
| United National Congress (UNC)                                                | 28                |
| Youth Empowerment Party (YEP)                                                 | 1                 |
| Youth, national Organisations, farmers Unification, policy Reformation (YOUR) | 1                 |

Außerdem stellte sich in fünf Wahlkreisen jeweils ein unabhängiger Kandidat der Wahl. Premierministerin Persad-Bissessar (UNC) trat im Wahlkreis Siparia zur Wahl an, die Oppositionsführer Keith Rowley (PNM) und Austin Jack Warner (ILP) in den Wahlkreisen Diego Martin West bzw. Chaguanas East.

### Positionen
Signifikante Unterschiede in den Programmen der beiden großen Parteien UNC und PNM sind nicht zu erkennen. Der UNC ist traditionell eher eine Partei der Indo-Trinidadier, während Afro-Trinidadier die Mehrheit der Basis des PNM ausmachen. Rassenunterschiede spielen in Trinidad aber eine untergeordnete Rolle, der dominierende Themenkomplex in den Medien ist die hohe Rate an Gewaltkriminalität; hier behaupten beide Parteien die bessere Eignung zu ihrer Bekämpfung.

## Ablauf
Der Wahlkampf verlief friedlich, zu Zwischenfällen kam es nur in Tacarigua, als während einer Wahlkampfveranstaltung des PNM ein Mann die dort aufgebaute Bühne betrat und sie in Brand setzte, und in Fyzabad, wo der ILP-Kandidat Fabien Assie in seinem Büro einen an ihn adressierten Umschlag mit Patronen vorfand. Die Wahllokale hatten am 7. September 2015, einem Montag, von 06:00 bis 19:00 geöffnet. Wahlbeobachter waren durch die CARICOM und das Commonwealth entsandt worden.

## Wahlergebnis

Wahlergebnis 2015:
People’s Partnership / United National Congress (UNC): 18 Sitze
People’s Partnership / Congress of the People (COP): 1 Sitz
People’s National Movement (PNM): 23 Sitze

Ergebnisübersicht nach Wahlkreisen

Das PNM gewann 23 der 41 Wahlkreise und damit die Mehrheit der Sitze im Repräsentantenhaus. Das Wahlbündnis People’s Partnership errang 18 Sitze und verlor damit die Wahl. Die ILP des ehemaligen UNC-Vorsitzenden Jack Warner konnte keinen einzigen Wahlkreis gewinnen.
In den 41 Wahlkreisen setzten sich folgende Kandidaten durch:
| Wahlkreis                          | Region                  | Sieger                        | Partei |
| ---------------------------------- | ----------------------- | ----------------------------- | ------ |
| Arima                              | Arima                   | Anthony Garcia                | PNM    |
| Arouca/Maloney                     | Tunapuna-Piarco         | Camille Robinson-Regis        | PNM    |
| Barataria/San Juan                 | San Juan-Laventille     | Fuad Khan                     | UNC    |
| Caroni Central                     | Couva-Tabaquite-Talparo | Bhoe Tewarie                  | UNC    |
| Caroni East                        | Couva-Tabaquite-Talparo | Tim Gopeesingh                | UNC    |
| Chaguanas East                     | Chaguanas               | Fazal Karim                   | UNC    |
| Chaguanas West                     | Chaguanas               | Ganga Singh                   | UNC    |
| Couva North                        | Couva-Tabaquite-Talparo | Ramona Ramdial                | UNC    |
| Couva South                        | Couva-Tabaquite-Talparo | Rudy Indarsingh               | UNC    |
| Cumuto/Manzanilla                  | Sangre Grande           | Christine Newallo-Hosein      | UNC    |
| D’Abadie/O’Meara                   | Tunapuna-Piarco         | Ancil Antoine                 | PNM    |
| Diego Martin Central               | Diego Martin            | Daryl Smith                   | PNM    |
| Diego Martin North/East            | Diego Martin            | Colm Imbert                   | PNM    |
| Diego Martin West                  | Diego Martin            | Keith Rowley                  | PNM    |
| Fyzabad                            | Siparia                 | Lackram Bodoe                 | UNC    |
| La Brea                            | Siparia                 | Nicole Olivierre              | PNM    |
| La Horquetta/Talparo               | Couva-Tabaquite-Talparo | Maxie Cuffie                  | PNM    |
| Laventille East/Morvant            | San Juan-Laventille     | Adrian Leonce                 | PNM    |
| Laventille West                    | San Juan-Laventille     | Fitzgerald Hinds              | PNM    |
| Lopinot/Bon Air West               | Tunapuna-Piarco         | Cherrie-Ann Crichlow-Cockburn | PNM    |
| Mayaro                             | Mayaro-Rio Claro        | Rushton Paray                 | UNC    |
| Moruga/Tableland                   | Princes Town            | Lovell Francis                | PNM    |
| Naparima                           | Penal-Debe              | Rodney Charles                | UNC    |
| Oropouche East                     | Siparia                 | Roodal Moonilal               | UNC    |
| Oropouche West                     | Siparia                 | Vidia Gayadeen-Gopeesingh     | UNC    |
| Point Fortin                       | Point Fortin            | Edmund Dillon                 | PNM    |
| Pointe-a-Pierre                    | Couva-Tabaquite-Talparo | David Lee                     | UNC    |
| Port of Spain North/St. Ann’s West | Port of Spain           | Stuart Young                  | PNM    |
| Port of Spain South                | Port of Spain           | Marlene McDonald              | PNM    |
| Princes Town                       | Princes Town            | Barry Padarath                | UNC    |
| San Fernando East                  | San Fernando            | Randall Mitchell              | PNM    |
| San Fernando West                  | San Fernando            | Faris Al-Rawi                 | PNM    |
| Siparia                            | Siparia                 | Kamla Persad-Bissessar        | UNC    |
| St. Ann’s East                     | San Juan-Laventille     | Nyan Gadbsy-Dolly             | PNM    |
| St. Augustine                      | Tunapuna-Piarco         | Prakash Ramadhar              | COP    |
| St. Joseph                         | San Juan-Laventille     | Terrence Deyalsingh           | PNM    |
| Tabaquite                          | Couva-Tabaquite-Talparo | Suruj Rambachan               | UNC    |
| Tobago East                        | Eastern Tobago          | Ayanna Webster-Roy            | PNM    |
| Tobago West                        | Western Tobago          | Shamfa Cudjoe                 | PNM    |
| Toco/Sangre Grande                 | Sangre Grande           | Glenda Jennings-Smith         | PNM    |
| Tunapuna                           | Tunapuna-Piarco         | Esmond Forde                  | PNM    |

Das PNM konnte auch die landesweite Mehrheit der Stimmen erzielen; 378.447 Trinidadier stimmten für die siegreiche Partei, 341.597 für das People’s-Partnership-Bündnis.

## Folgen

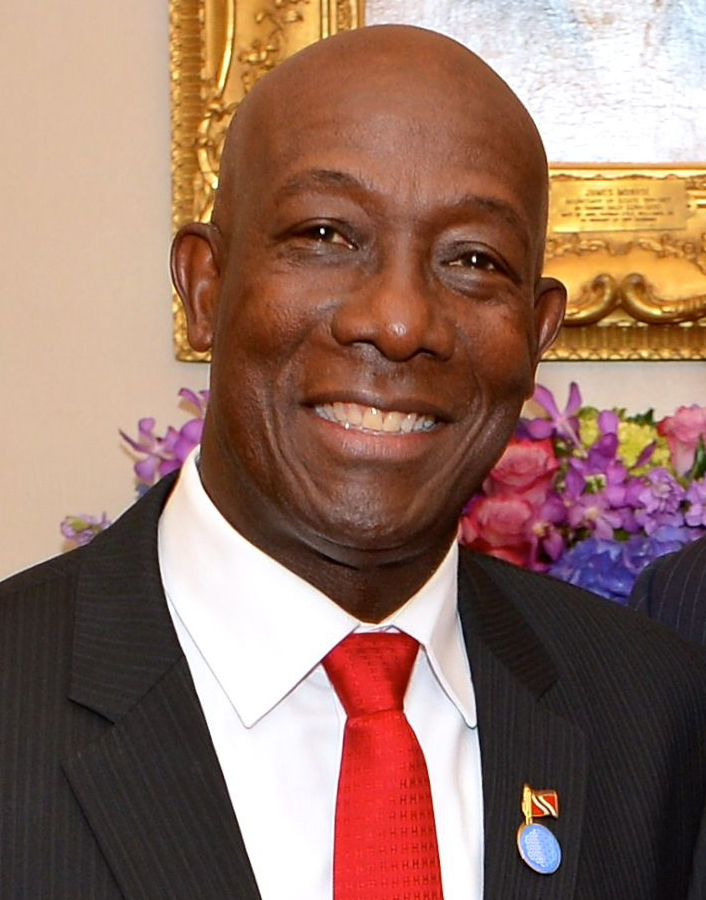
Premierminister Keith Rowley

Eine Wahlanfechtung durch die People’s Partnership wurde von der EBC abgelehnt. Die PP hatte die Wahlanfechtung damit begründet, dass die Wahlkommission EBC kurzfristig die Schließung der Wahllokale auf Trinidad von 18:00 auf 19:00 verlegt hatte, um mehr Wählern die Stimmabgabe zu ermöglichen – die Insel wurde an diesem Tag von einem schweren Unwetter heimgesucht.
Am 9. September wurde Keith Rowley als Premierminister von Trinidad und Tobago vereidigt, ebenso Faris Al-Rawi als Justizminister und Edmund Dillon als Minister für nationale Sicherheit. Die übrigen Mitglieder des 23-köpfigen Kabinetts wurden am 10. September vereidigt. Am 22. September wurde die ehemalige Justizministerin Bridgid Annisette-George zur Sprecherin des Repräsentantenhauses gewählt.